# V724 Андромеды
V724 Андромеды (лат. V724 Andromedae) — двойная затменная переменная звезда типа W Большой Медведицы (EW) в созвездии Андромеды на расстоянии приблизительно 1369 световых лет (около 420 парсеков) от Солнца. Видимая звёздная величина звезды — от +13,8m до +13,15m. Орбитальный период — около 0,2682 суток (6,4362 часов).

## Характеристики
Первый компонент — жёлтый карлик спектрального класса G. Масса — около 0,99 солнечной, радиус — около 0,9 солнечного, светимость — около 0,61 солнечной. Эффективная температура — около 5478 K.
Второй компонент — жёлтый карлик спектрального класса G. Масса — около 0,4 солнечной, радиус — около 0,59 солнечного, светимость — около 0,3 солнечной. Эффективная температура — около 5660 K.